# Carmen Karr
Carmen Karr Alfonsetti (Barcelona, 16 de marzo de 1865-Barcelona, 29 de diciembre de 1943) fue una periodista, escritora, musicóloga y publicista española. Sufragista, fue una de las promotoras más adelantadas del feminismo catalán de principio del siglo XX, junto a Dolors Monserdà, con quien colaboró. También utilizó el seudónimo de «Joana Romeu».

## Biografía
De padre francés, un ingeniero metalúrgico, y madre italiana —murió cuando Carmen Karr era una niña—, Carmen fue criada por su nodriza, que se convirtió en su madrastra. 
En 1902 publicó en Joventut las primeras narraciones firmadas con el pseudónimo L'Escardot y Una liceista, a las cuales seguirían los escritos en prosa Volves, 1906, y Clichés, 1906, su mejor obra, novela centrada en la problemática de la mujer de la mediana burguesía, y las obras teatrales Un rayo de sol, 1908; Los ídolos, 1911; Caridad, 1918. Otras obras suyas son la novela La vida de Joan Franch, 1912 (premiada en los Juegos Florales con la Copa del Consistorio y editada por "Lectura Popular"), y las de narrativa infantil, Cuentos de la abuela (1934), Garba de cuentos (1935), El libro de Puli (1942), Nick (cuento de medianoche) (1931), Cuentos a mis nietos (1932) y un largo etcétera. 

### Feminismo
Carmen Karr desarrolló una actividad periodística más regular en la prensa de la segunda década del siglo XX, con una dedicación prácticamente exclusiva, abierta a diferentes temas, en particular lo del feminismo, y a distintas publicaciones, sentando así el precedente más adecuado para una periodista profesional como lo sería en la década siguiente. Nacida en el seno de una familia extranjera, se incorporó a la vida cultural catalana y comenzó a colaborar con la revista L'Avenç y, más tarde, con Joventut. Su cultura y educación la ayudaron a entrar en el periodismo, que se convirtió en una forma de expresar sus ideas modernas y avanzadas. Bajo el seudónimo de Xènia, inició una polémica con Eugeni d'Ors, el Xènius de La Veu de Catalunya, y con su propio nombre firmó artículos en catalán y castellano en el Diario de Barcelona, El Día Gràfico y Las Provincias. En 1906 aparece como periodista en El Diario de Barcelona.
Fue la primera mujer que intervino en el Ateneo Barcelonés tanto en la defensa de la mejora, como en la modernización de la educación de las mujeres, que les permitiera trabajar al mismo nivel que los hombres y les diera un bagaje cultural muy importante, además de exigir el derecho al voto para las mujeres. Reivindicó el derecho de las mujeres solteras a ser autónomas. Dirigió el Pabellón de la Dona en la Exposición Internacional de Barcelona de 1929.

### Música
Muy aficionada a la música, dio a conocer un cierto número de canciones, para una voz y piano, compuestas por ella sobre versos de diferentes autores, especialmente de Apeles Mestres; el texto de los Goigs de la Virgen María de Pompeia fue su obsequio a los capuchinos.

## Vida personal
En 1880 se casó con José María de Lasarte y de Janer con quien tuvo cuatro hijos: Montserrat, Juan Alfonso, Paulina y Carmen. Era sobrina del novelista Alphonse Karr.

## Premios y reconocimientos
- La Generalidad de Cataluña instituyó los premios memorial Carmen Karr para la igualdad de oportunidades hombre-mujer en los medios de publicidad y de información periodística catalanes;
- Se le dedicó (decreto 232/2008, de 2 de diciembre) el Centro de Formación de Personas Adultas Carmen Karr, situado en el Centro Penitenciario Lledoners.
- Se le han dedicado calles en Sarriá (Barcelona), Montgat, Sant Vicente de Castellet y Sant Quirico de Tarrasa. Durante muchos años residió en la calle Duquessa d'Orleans 17 en Sarriá (Barcelona).  En Sarriá también le han dedicado una de las salas de la Casa Orlandai.
- Fue seleccionada como candidata a persona más sabia de Cataluña en el ámbito de las humanidades, entre 25 personas, a iniciativa de la organización Capital de la Cultura Catalana, y fue votada como una de los cinco finalistas en este apartado.

## Obras
- De la vida d'en Joan Franch. Barcelona: Il·lustració Catalana, Lectura popular biblioteca d'autors catalans 53, 1913.
- La Fi del Lliure. Barcelona: l'Avenç Grafic, La novel·la d'ara 77, 1924.

Narrativa breve
- Bolves: quadrets. [pseud. L'Escardot] (prólogo de Lluís Via). Barcelona: L'Avenç, Biblioteca popular de L'avenç 52, 1906.
- Clixés: estudis en prosa. [pseud. L'Escardot] Barcelona: Joventut [Fidel Giró], 1906. Barcelona. 268 p. ; 8º mlla. (reedición por Horsori Editorial en la colección Clàssiques Catalanes núm. 5, 2008)
- Por la dicha. Barcelona: Publicaciones Mundial, Colección: La novela femenina; any 1, n. 22; 1925.

Narrativa infantil y juvenil
- Nick: conte de mitja nit (con ilustraciones de Lola Anglada). Barcelona: Caixa de Pensions per a la Vellesa i d'Estalvis, Obra de Previsió, Cultura i Beneficiència, 1931.
- Cuentos a mis nietos (con ilustraciones de  Rosario de Velasco). Burgos: Hijos de Santiago Rodríguez, 1932.
- Contes de l'àvia (con ilustraciones de Maria y Clotilde Cirici Pellicer). Barcelona: Llibreria Bonavia, 1934.
- Garba de contes. Girona: Dalmau Carles, Pla Editors, 1935.
- El libro de Puli; con ilustraciones de Mariona Lluch. Barcelona : Ars, 1942.

Teatro
- Un raig de sol, 1908 (comedia).
- Els Ídols: quadre en un acte y en prosa. Barcelona: Bartomeu Baxarias, col. De tots colors, 1911.
- Caritat, 1918.

Crítica literaria o ensayo
- Cultura femenina. Estudi i Orientacions. Barcelona: L'Avenç, 1910. Conferencies en el "Ateneu Barcelonés" los días 6, 13 y 20 de abril de 1910.
- (Coautora) Educación Femenina, Ciclo de conferencias desarrolladas en el Ateneo Barcelonés, Días 31 de enero y 1,3, 4 y 5 de febrero de 1916, Ed.Librería Parera, Barcelona.
- La Llar (el Hogar): residència d'estudiantes i professores i Escola de la Dona a Barcelona. Barcelona : Impremta La Renaixensa, 191?. Opuscle informatiu de les condicions d'estada. "Subvencionat en sa fundació per l'Excm. Ajuntament i per particulars. Presidit per la Sereníssima Sra. Infanta Da. Pau de Borbó, princesa de Baviera. Fundat i dirigit per Da. Carme Karr desde primers de l'any 1913".

Partituras
- Cansons [sic]; letra de Apel·les Mestres. Barcelona?: ca. 1903. Contiene: Preludi de primavera i Cansó trista.
- La Mort del rossinyol, 1903
- Las Aranyas, 1903
- Flors d'escardot: cançons catalanes, 1907. Barcelona (Rambla de S. José, 29) : Sindicato Musical Barcelonés Dotesio, cop. 1907

1 partitura (15 p.). Con letra - Canto y piano. Contenido: Canço de la tarda / poesia d'Apel·les Mestres ; Canço d'esperança / poesia de Marian Aguiló ; Canço d'abril / poesia d'Apel·les Mestres ; Vesprada / poesia d'Apel·les Mestres ; Nota de tardor / poesia d'Apel·les Mestres ; La dida de l'infant / poesia d'Àngel Guimerà.
- Orquídea, lieder para canto y piano, 1916
- La Non non dels papellons
- La filla de Maria
- La Mort de la Verge
- Tranzit. Género: Lied (salón), 1906. Disposición partitura: 1 V, piano. Edición: Ilustració Catalana-Feminal, n.º 31-334, 31-X-1907.
- El testament d'Amèlia (1908, zarzuela, junto con Joan Baptista Espadaler i Colomer)
- Poema “L’enamorat a l’enamorada" de Caterina Albert ("La Tralla", 1907), musicado por Carmen Karr.